# 罗塞托-卡波斯普利科
罗塞托-卡波斯普利科（義大利語：Roseto Capo Spulico），是意大利科森扎省的一个市镇。总面积30平方公里，人口1925人，人口密度64.2人/平方公里（2009年）。ISTAT代码为078107。